# Richard Derr
Richard Derr (* 15. Juni 1918 in Norristown, Pennsylvania; † 8. Mai 1992 in Santa Monica, Kalifornien) war ein US-amerikanischer Schauspieler in Film, Fernsehen und Theater, der durch Filme wie Johanna von Orleans, Der jüngste Tag, Wofür das Leben sich lohnt, Mord aus zweiter Hand oder Ein Mann für gewisse Stunden internationale Bekanntheit erlangte.

## Leben und Karriere
Seine Theaterkarriere begann der 1918 in Norristown im Bundesstaat Pennsylvania geborene Schauspieler bei Jasper Deeter am Hedgerow Theatre in einem Vorort von Philadelphia. Ein Talentscout überredete ihn schließlich sein Glück in Hollywood zu versuchen. Sein Filmdebüt gab Derr 1941 in einer kleinen Rolle in Harry Lachmans Kinoproduktion Charlie Chan in Rio. Bis 1942 war er von B-Melodramen zu Nebenrollen in großen Attraktionen wie Commandos Strike at Dawn mit Paul Muni aufgestiegen. Er selbst trat dann als Schauspieler seit den späten 1940er Jahren auf der Leinwand in Charakterrollen in einigen namhaften Kinofilmen in Erscheinung, wie in dem Historienfilm Johanna von Orleans mit Ingrid Bergman von Victor Fleming, in dem von George Pal produzierten und von Regisseur Rudolph Maté in Szene gesetzten Science Fiction Klassiker Der jüngste Tag an der Seite von Schauspielerin Barbara Rush, in Alfred Hitchcocks Topas, in Stuart Rosenbergs Kriminalfilm mit Paul Newman Unter Wasser stirbt man nicht, in Paul Schraders Filmdrama Ein Mann für gewisse Stunden mit Richard Gere in der Hauptrolle oder in Clint Eastwoods Thriller Firefox.
Von 1950 bis zuletzt 1983 trat er auch in verschiedenen Fernsehfilmen und Episoden von Fernsehserien auf, darunter in Folgen von Perry Mason, The Outer Limits, Mannix, Raumschiff Enterprise, FBI,  Dr. med. Marcus Welby, Die Straßen von San Francisco, Barnaby Jones, Cannon, Hawkins, Starsky & Hutch, Drei Engel für Charlie, Taxi oder Dallas. Sein Schaffen für Film und Fernsehen umfasst rund 80 Produktionen.
Darüber hinaus war Richard Derr während seiner Darstellerlaufbahn in Film und Fernsehen auch seit Ende der 1940er Jahre immer wieder in Theaterstücken von Autoren wie Pulitzer-Preisträger Herman Wouk, Elmer Rice oder Christopher Fry am Broadway zu sehen. Derr feierte 1949 Erfolge in Jed Harris’ Inszenierung von Herman Wouks erstem Stück The Traitor und war 1950 in A Phoenix Too Frequent von Fry zu sehen. 1951 trat er neben Beatrice Straight in Rices Grand Tour auf. 1955 gab er sein Gesangsdebüt in Plain and Fancy, einem Musical über die Amish von Pennsylvania.

## Filmografie (Auswahl)

### Kino
- 1941: Charlie Chan in Rio
- 1941: Man at Large
- 1942: A Gentleman at Heart
- 1942: Charlie Chan: Das Schloß in der Wüste (Castle in the Desert)
- 1942: The Man Who Wouldn't Die
- 1942: 10 Leutnants von West-Point (Ten Gentlemen from West Point)
- 1942: Just Off Broadway
- 1942: Commandos Strike at Dawn
- 1943: Tonight We Raid Calais
- 1943: Cry 'Havoc'
- 1944: An American Romance
- 1946: Geheimnis des Herzens (The Secret Heart)
- 1948: The Bride Goes Wild
- 1948: Liebe an Bord (Luxury Liner)
- 1948: Johanna von Orleans (Joan of Arc)
- 1950: Guilty of Treason
- 1951: Der jüngste Tag (When Worlds Collide)
- 1952: Wofür das Leben sich lohnt (Something to Live For)
- 1958: Invisible Avenger
- 1959: Terror is a Man
- 1966: Mord aus zweiter Hand (An American Dream)
- 1967: Rosie!
- 1968: Auf welcher Seite willst Du liegen, Liebling? (Three in the Attic)
- 1969: Topas (Topaz)
- 1970: Adam at Six A.M.
- 1975: Unter Wasser stirbt man nicht (The Drowning Pool)
- 1980: Ein Mann für gewisse Stunden (American Gigolo)
- 1982: Firefox

### Kurz- und Dokumentarfilme
- 1942: Sex Hygiene (Kurzfilm)
- 1943: Sucker Bait (Dokumentarkurzfilm)

### Fernsehen
- 1948–1952: The Philco Television Playhouse (Fernsehserie, 3 Episoden)
- 1949–1952: Lights Out (Fernsehserie, 4 Episoden)
- 1950: Studio One (Fernsehserie, 1 Episode)
- 1950: The Silver Theatre (Fernsehserie, 1 Episode)
- 1950: The Ford Theatre Hour (Fernsehserie, 1 Episode)
- 1950: The Billy Rose Show (Fernsehserie, 1 Episode)
- 1950: Pulitzer Prize Playhouse (Fernsehserie, 1 Episode)
- 1950–1951: Armstrong Circle Theatre (Fernsehserie, 3 Episoden)
- 1950–1956: Robert Montgomery Presents (Fernsehserie, 5 Episode)
- 1951: Kraft Theatre (Fernsehserie, 1 Episode)
- 1952: The Big Build Up (Fernsehfilm)
- 1952: Tales of Tomorrow (Fernsehserie, 1 Episode)
- 1952: Hallmark Hall of Fame (Fernsehserie, 2 Episoden)
- 1952: Broadway Television Theatre (Fernsehserie, 2 Episoden)
- 1952: Short Short Dramas (Fernsehserie, 1 Episode)
- 1955: Appointment with Adventure (Fernsehserie, 2 Episoden)
- 1956: Plain and Fancy (Fernsehfilm)
- 1957: Goodyear Playhouse (Fernsehserie, 1 Episode)
- 1958: The Phil Silvers Show (Fernsehserie, 1 Episode)
- 1959: True Story (Fernsehserie, 1 Episode)
- 1959: Children of Strangers (Fernsehfilm)
- 1961–1963: Perry Mason (Fernsehserie, 2 Episoden)
- 1962: Bus Stop (Fernsehserie, 1 Episode)
- 1964: The Outer Limits (Fernsehserie, 1 Episode)
- 1965: The Magical World of Disney (Fernsehserie, 3 Episoden)
- 1967–1968: Mannix (Fernsehserie, 2 Episoden)
- 1967–1969: Raumschiff Enterprise (Fernsehserie, 2 Episoden)
- 1968: Here's Lucy (Fernsehserie, 1 Episode)
- 1971: FBI (Fernsehserie, 1 Episode)
- 1971: The Partners (Fernsehserie, 1 Episode)
- 1972: The Victim (Fernsehfilm)
- 1972–1975: Dr. med. Marcus Welby (Fernsehserie, 2 Episoden)
- 1973: Die Straßen von San Francisco (Fernsehserie, 1 Episode)
- 1973–1979: Barnaby Jones (Fernsehserie, 6 Episoden)
- 1974: The Morning After (Fernsehfilm)
- 1974: Cannon (Fernsehserie, 1 Episode)
- 1974: Hawkins (Fernsehserie, 1 Episode)
- 1976: Rich Man, Poor Man - Book II (Fernsehserie, 2 Episoden)
- 1976: Starsky & Hutch (Fernsehserie, 1 Episode)
- 1977: Drei Engel für Charlie (Fernsehserie, 1 Episode)
- 1977: SST: Death Flight (Fernsehfilm)
- 1977: Most Wanted (Fernsehserie, 1 Episode)
- 1978: Project U.F.O. (Fernsehserie, 1 Episode)
- 1979: The White Shadow (Fernsehserie, 1 Episode)
- 1980: Taxi (Fernsehserie, 1 Episode)
- 1981: Dallas (Fernsehserie, 3 Episoden)
- 1982: WKRP in Cincinnati (Fernsehserie, 1 Episode)
- 1982: Washington Mistress (Fernsehfilm)
- 1983: Automan (Fernsehserie, 1 Episode)
- 1983: Trauma Center (Fernsehserie, 1 Episode)